# Kláštorská roklina

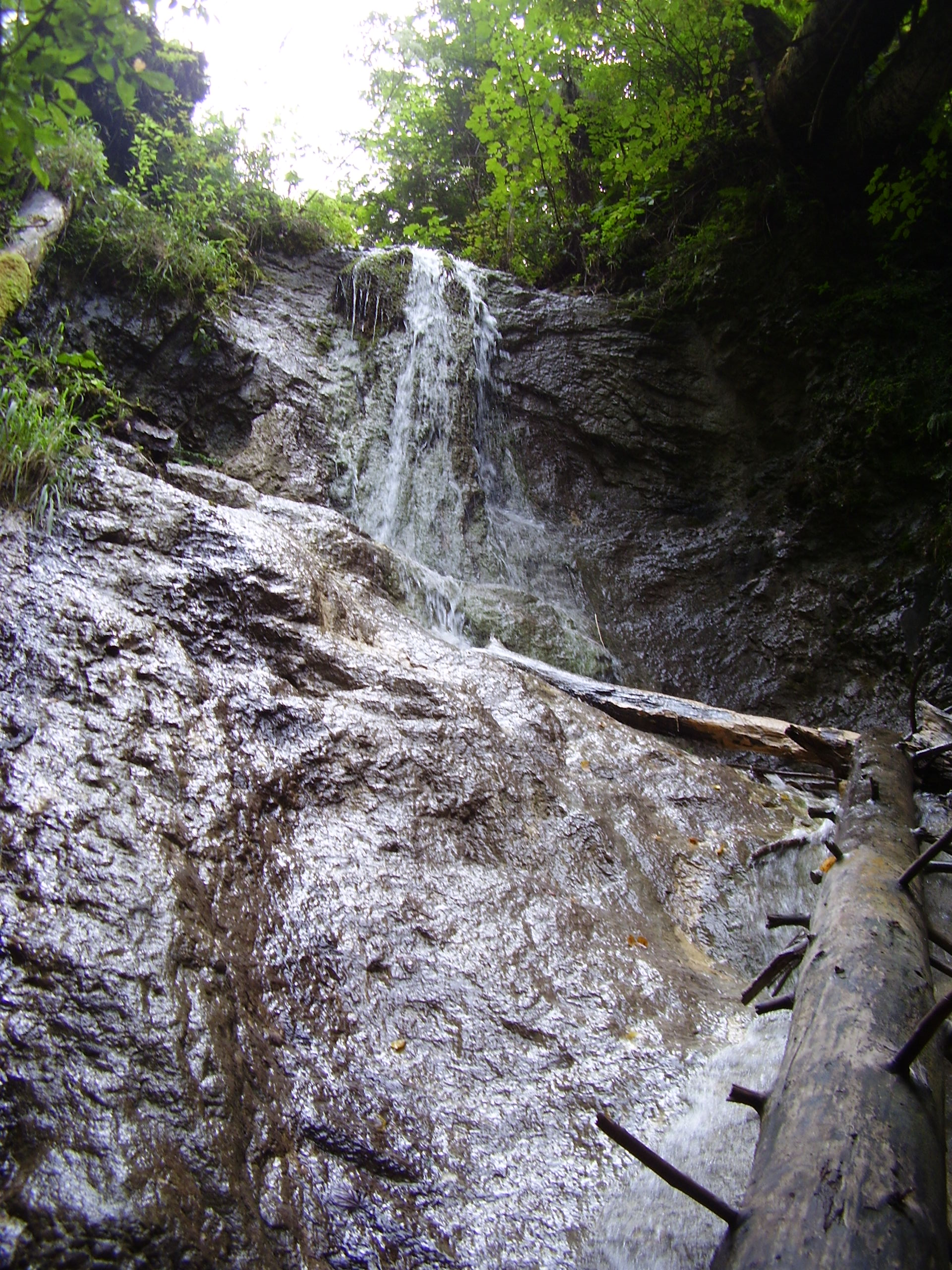
Strakov vodopád v Kláštorskej roklině

Kláštorská roklina je úžina v Slovenském ráji.

## Přírodní podmínky

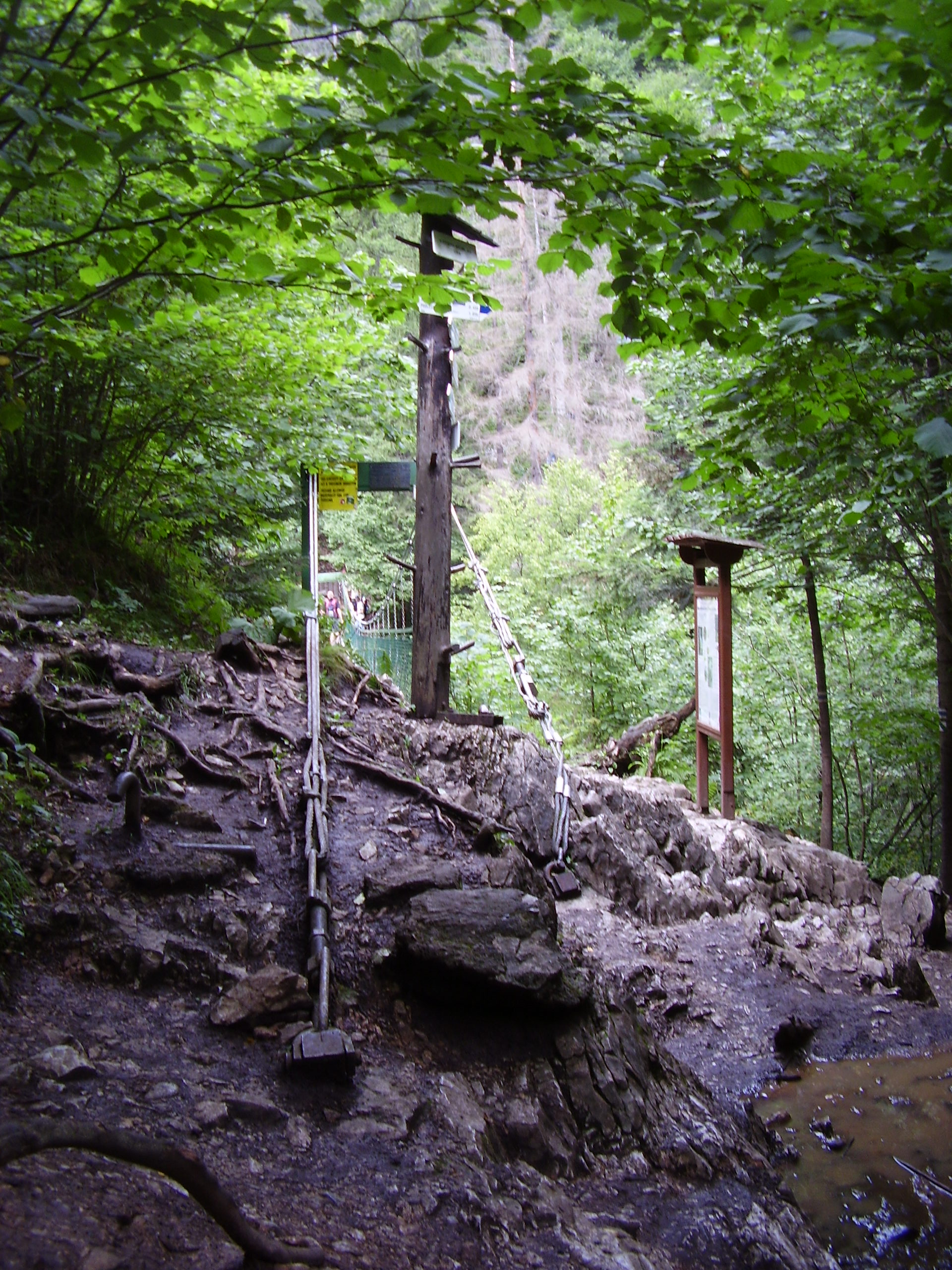
Ústí Kláštorské rokliny do Prielomu Hornádu

Rokle dlouhá 1,5 kilometru začíná na louce u Kláštoriska a ústí do Prielomu Hornádu mezi Hrdlem Hornádu a Letanovským mlýnem. V místě vyústění překonává Hornád lanová lávka. V roklině se nachází mnoho vodopádů, Vodopád Objaviteľov, vodopád Antona Straku, Dúhový vodopád, kaskády Gusta Nedobrého, Malý vodopád, Machový vodopád a vodopád Kartuziánov těsně pod vrcholem.

## Turistika
Kláštorská roklina byla známá již v dobách osídlení kláštera na Kláštorisku, avšak veřejnosti byla zpřístupněna až v roce 1960. Nyní je průchozí po zeleném turistickém chodníku s mnoha místy zabezpečenými žebříky či stupačkami. Přechod je povolen pouze ve směru proti toku potoka vzhůru.